# Amir Talai

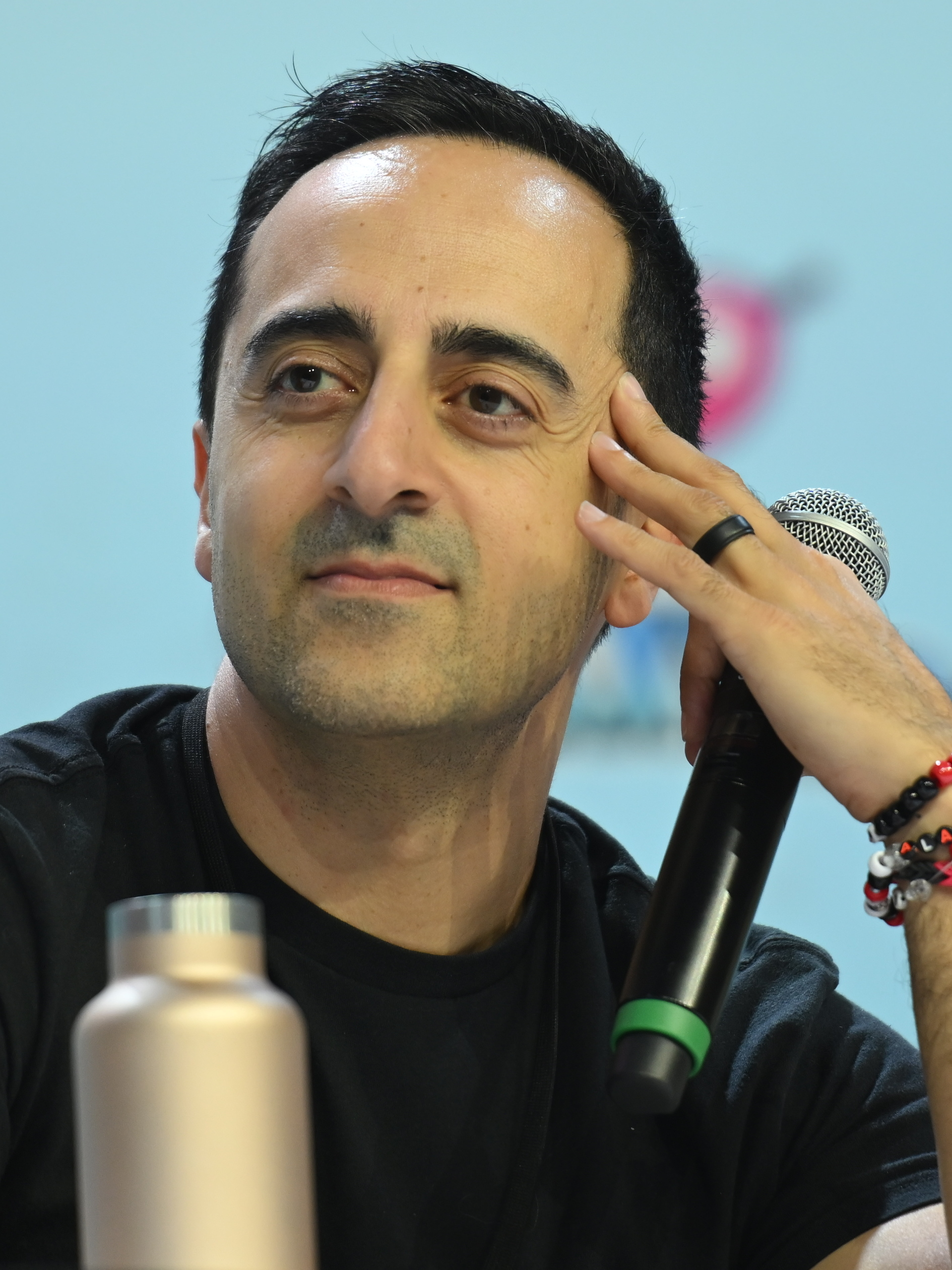
Amir Talai bei einem Interview

Amir Talai (geboren am 24. Juni 1977 in San Francisco) ist ein US-amerikanischer Schauspieler, Sänger, Synchronsprecher und Schriftsteller. Er ist für seine vielen verschiedenen Rollen in Musicals, Filmen und Fernsehserien bekannt.

## Leben und Bildung
Talai wurde in San Francisco geboren und ist dort auch aufgewachsen. Er war das erste Kind der iranischen Migranten Mohammad und Sima Talai. Er ist in einer muslimischen Familie aufgewachsen. Talai ging bis zur achten Klasse auf eine französische Immersionsschule und wechselte dann zur Lowell High School. In der University of California bekam er seinen Abschluss. Talai lebt mit seiner Frau Nina Manni, die er 2011 heiratete, in Los Angeles.
Talai begann mit der Arbeit in San Francisco, zog aber später nach Los Angeles, wo er der Groundlings Sonday Company beigetreten ist. Talai arbeitete in mehr als 125 Filmen, Serien oder Synchronisierungen mit.
Talai schrieb über Darstellungen von Menschen aus Vorderasien für Vulture und Buzzfeed News. In diesen Artikeln problematisierte er unter anderem, dass Schauspieler aus Vorderasien kaum für Bühnenproduktionen engagiert werden, die weder Terrorismus noch den Islam thematisieren.

## Filmografie (Auswahl)
Filme
- 2002: Plugged In (Kurzfilm)
- 2002: Hum (Kurzfilm)
- 2003: Natürlich blond 2 (Legally Blonde 2: Red, White & Blonde)
- 2004: November
- 2004: One Night Stand Up (Kurzfilm)
- 2004: Homeland Security (Fernsehfilm)
- 2004: Adventures in Homeschooling (Kurzfilm)
- 2004: The Florist (Kurzfilm)
- 2004: Jihad (Kurzfilm)
- 2006: More, Patience (Fernsehfilm)
- 2006: Das Streben nach Glück (The Pursuit of Happyness)
- 2006: Fighting Words
- 2008: News Movie (The Onion Movie)
- 2008: Harold & Kumar 2 – Flucht aus Guantanamo (Harold & Kumar Escape from Guantanamo Bay)
- 2011: Best Player
- 2012: Was passiert, wenn’s passiert ist (What to Expect When You’re Expecting)
- 2017: The Circle

Serien
- 2001: Nash Bridges (eine Folge)
- 2002: MADtv (eine Folge)
- 2003: 10-8: Officers on Duty (eine Folge)
- 2003–2004: The Tonight Show with Jay Leno
- 2004: Jimmy Kimmel Live! (eine Folge)
- 2004: Navy CIS (NCIS, eine Folge)
- 2004: Nip/Tuck – Schönheit hat ihren Preis (Nip/Tuck, eine Folge)
- 2005: Gilmore Girls (2 Folgen)
- 2005: The Comeback (2 Folgen)
- 2005: Lass es, Larry! (Curb Your Enthusiasm, eine Folge)
- 2005: Cold Case – Kein Opfer ist je vergessen (Cold Case, eine Folge)
- 2005: Love, Inc. (2 Folgen)
- 2005: Family Guy (eine Folge, Stimme)
- 2006: The Minor Accomplishments of Jackie Woodman (eine Folge)
- 2006: Studio 60 on the Sunset Strip (2 Folgen)
- 2006: Hannah Montana (eine Folge)
- 2006–2007: Campus Ladies (20 Folgen)
- 2007: The Winner (5 Folgen)
- 2008: Hollywood Residential (eine Folge, Stimme)
- 2008–2010: American Dad (American Dad!, Stimme)
- 2008–2011: The Ex List (13 Folgen)
- 2009: How I Met Your Mother (eine Folge)
- 2009: Die Zauberer vom Waverly Place (Wizards of Waverly Place, eine Folge)
- 2010: Zeke und Luther (Zeke and Luther, eine Folge)
- 2010: Svetlana (eine Folge)
- 2010: Modern Family (eine Folge)
- 2011: The Paul Reiser Show (eine Folge)
- 2011: Love Bites (eine Folge)
- 2011–2016: Kung Fu Panda – Legenden mit Fell und Fu (Kung Fu Panda: Legends of Awesomeness, 61 Folgen, Stimme)
- 2013–2016: Turbo FAST (52 Folgen, Stimme)
- 2016–2020: Bosch (3 Folgen)
- 2018: LA to Vegas (14 Folgen)
- 2022: Ghosts (eine Folge)
- 2024: Hazbin Hotel (7 Folgen, Stimme)

## Videospiele
| Jahr | Titel                                        | Rolle                  | Bemerkungen |
| ---- | -------------------------------------------- | ---------------------- | ----------- |
| 2001 | Die Sims: Hot Date                           | Sim                    | Stimme      |
| 2006 | Full Spectrum Warrior: Ten Hammers           |                        | Stimme      |
| 2006 | Titan Quest                                  |                        | Stimme      |
| 2006 | Company of Heroes                            |                        | Stimme      |
| 2006 | Tom Clancy’s Splinter Cell: Double Agent     | Zusätzliche Charaktere | Stimme      |
| 2006 | The Sopranos: Road to Respect                | Zusätzliche Charaktere | Stimme      |
| 2007 | Titan Quest: Immortal Throne                 |                        | Stimme      |
| 2011 | Kung Fu Panda 2                              | Crane                  | Stimme      |
| 2015 | Kung Fu Panda: Showdown of Legendary Legends | Crane                  | Stimme      |